# 북유럽 박물관

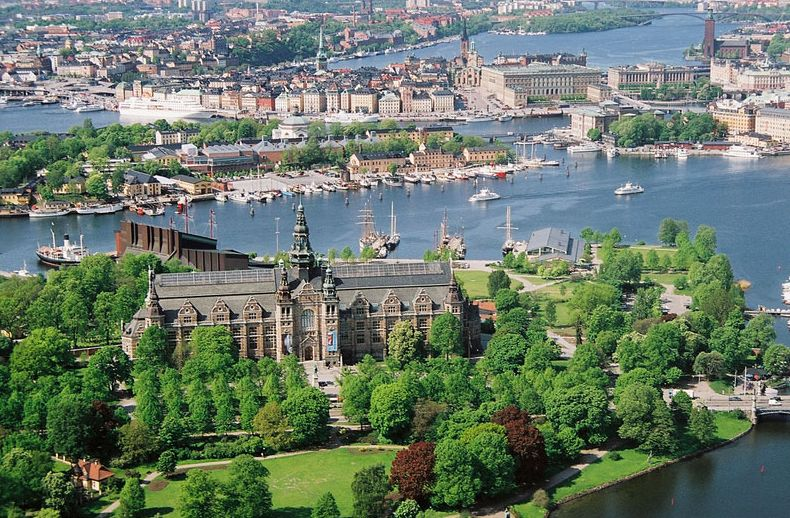
북유럽 박물관

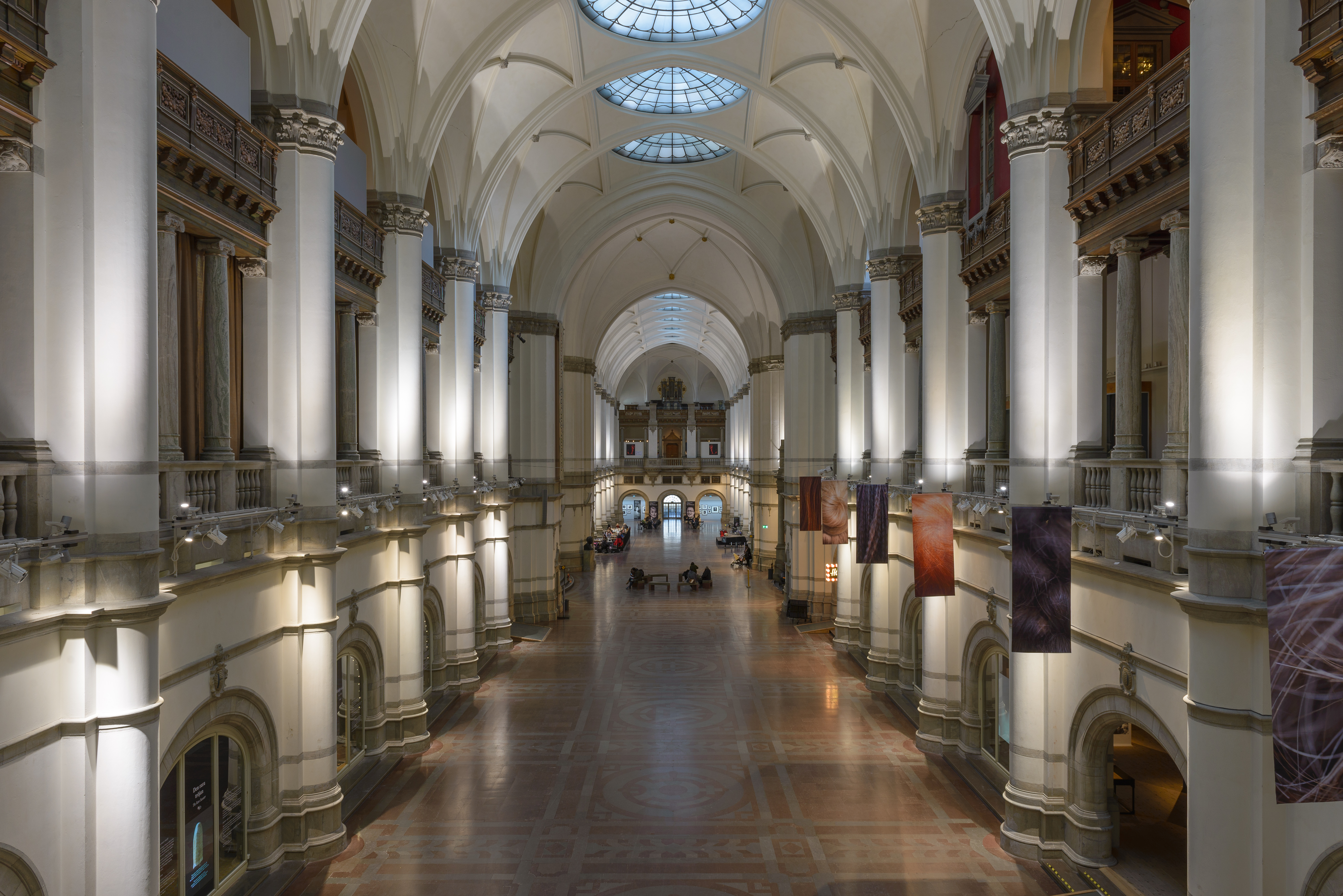
박물관 메인 홀

북유럽 박물관(스웨덴어: Nordiska museet)은 스웨덴 스톡홀름의 유르고르덴 섬(Djurgården)에 위치한 박물관이다. 근세, 근대, 현대에 이르는 스웨덴의 문화 역사, 민속학과 관련된 유물들을 전시하고 있다.
1873년 아르투르 하젤리우스(Artur Hazelius, 1833년 ~ 1901년)가 스칸디나비아 민속 전시회(Skandinavisk-etnografiska samlingen)를 개최했으며 1880년에 지금과 같은 이름의 박물관이 등장했다. 하젤리우스는 1891년에 야외 박물관인 스칸센을 개관했다. 현재의 건축물은 1907년에 준공되었으며 건축가인 이사크 구스타프 클라손(Isak Gustaf Clason)이 디자인했다.